# Березоточна
Березото́чна —  річка в Полтавській області, притока річки Сули (басейн Дніпра). Тече територією Лубенського району, с. Березоточа.